# La Nuit du sérail
Pour plus de détails, voir Fiche technique et Distribution.
La Nuit du sérail (The Favorite) est un film américano-suisse, sorti en 1989.

## Fiche technique
- Titre original : The Favorite
- Titre français : La Nuit du sérail
- Réalisation : Jack Smight
- Scénario : Larry Yust d'après Aimée du Buc de Rivery
- Musique : William Goldstein
- Pays d'origine : États-Unis - Suisse
- Genre : aventure
- Date de sortie : 1989

## Distribution
- F. Murray Abraham : Abdülhamid Ier
- Maud Adams : Sineperver Sultan (en)
- Amber O'Shea : Aimée du Buc de Rivery
- James Michael Gregary : Sélim III
- Ron Dortch : Tulip
- Laurent Le Doyen : Horace Sébastiani
- Francesco Quinn : Mahmoud II adulte
- Andréa Parisy : Mihrişah (en)
- Diana Barrows : Fanny
- Dale Dye : Officier français
- Thomas Rosales Jr.